# Урал-375Д
Урал-375Д — повнопривідний вантажний автомобіль підвищеної прохідності (у народі — «ненажера», оскільки споживав величезну кількість бензину). Виготовлявся на Уральському автомобільному заводі в Міасі з початку 1960-х років. 1979 року Урал-375Д став основною вантажівкою Радянської армії замість ЗІЛ-157. Потім його змінив Урал-4320.

## Опис
Служила для транспортування військ, вантажів, а також як шасі для ударного озброєння, як, наприклад, систем залпового вогню БМ-21 «Град». У народному господарстві використовується досі.

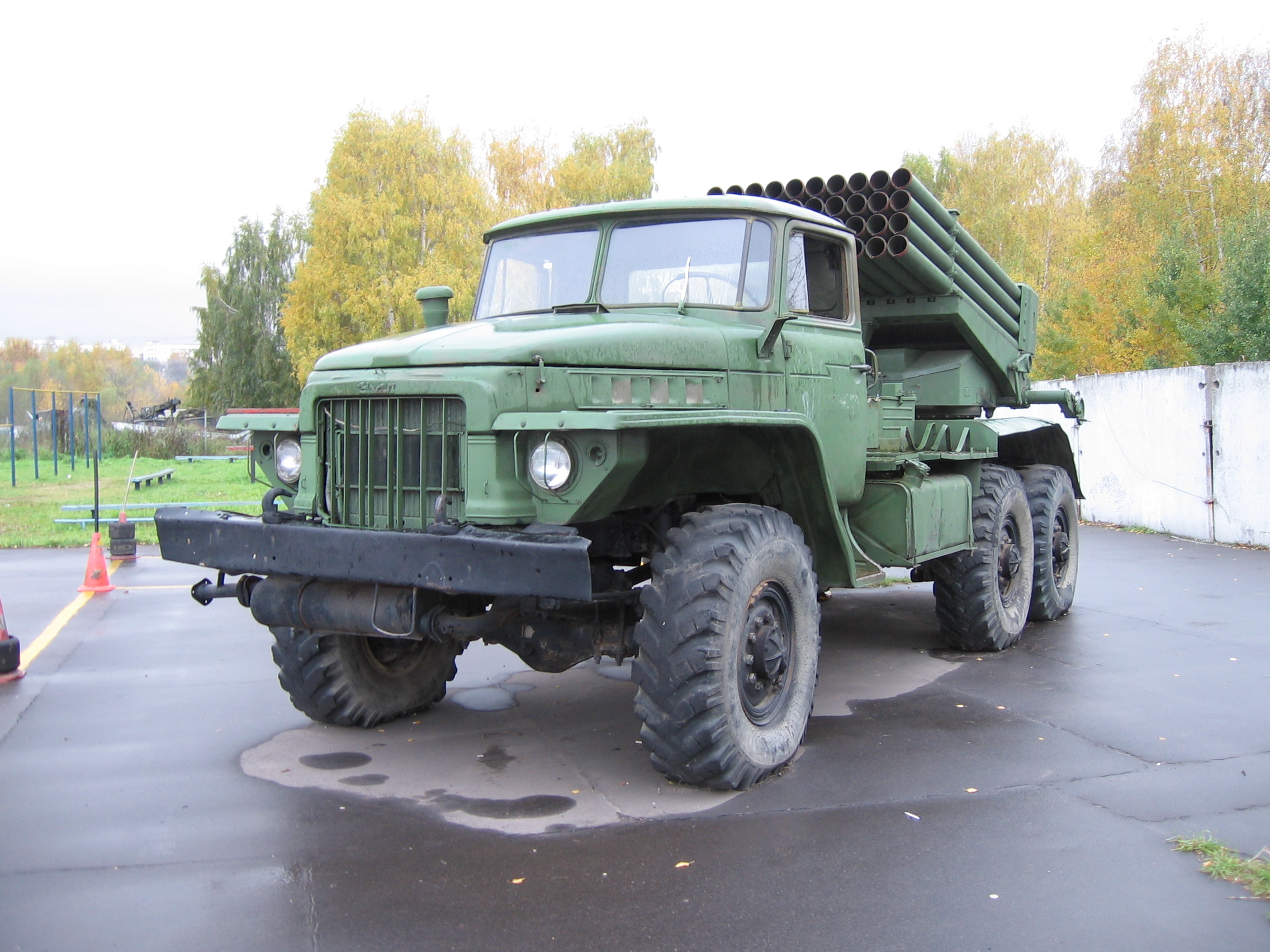
Бойова машина БМ-21 «Град» на шасі Урал-375Д

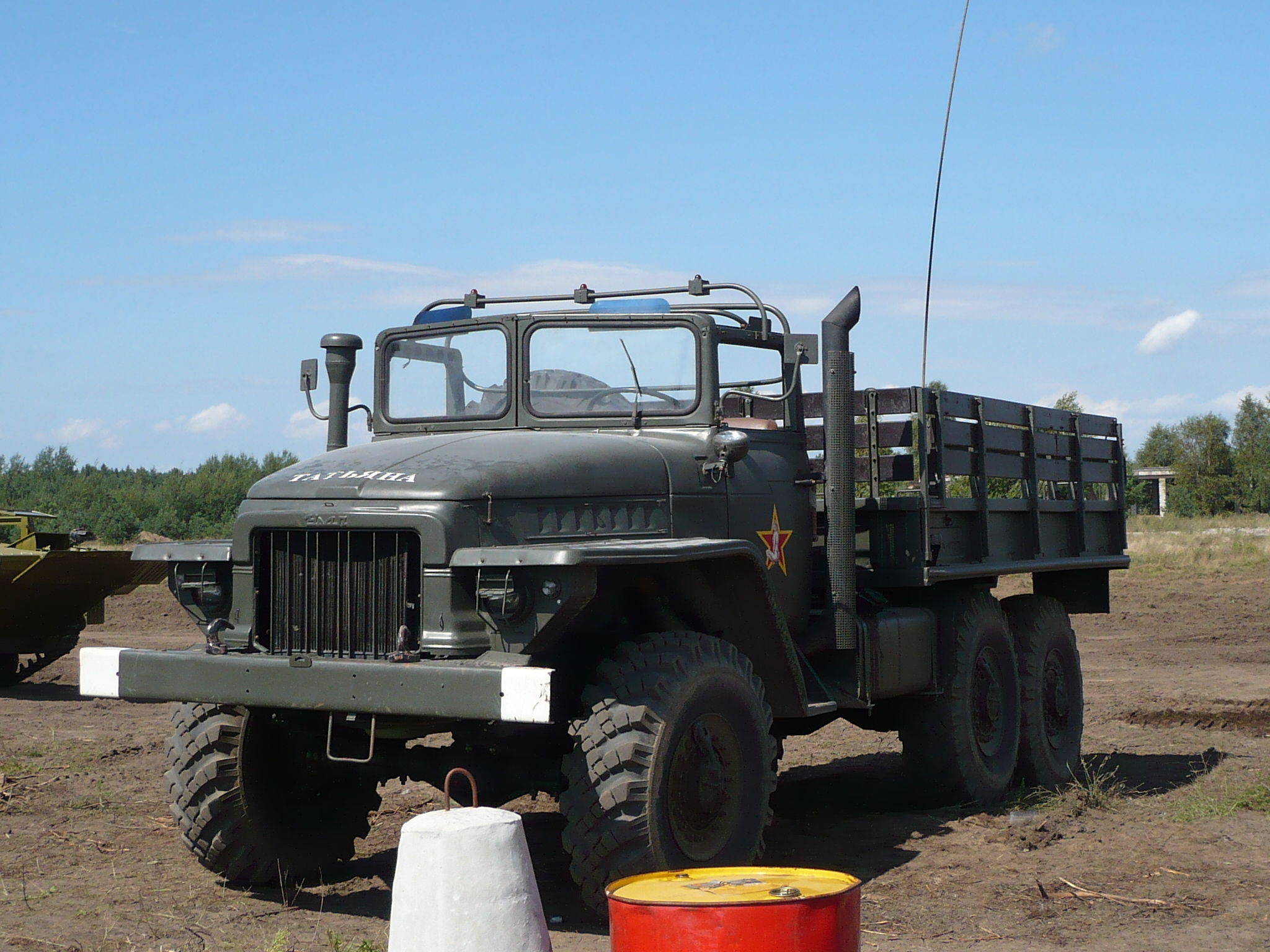
Урал-375

Має бензиновий двигун ЗІЛ-375 (V8, 7,0 л, 180 к.с.), системою централізованої зміни тиску в шинах (від 0,5 до 3,2 кгс/см²), п'ятиступінчасту коробку передач, дводискове зчеплення. На автомобілях до 1965 року випуску встановлювали роздавальні коробки з вмиканням переднього моста. Важіль роздавальної коробки мав три положення:
- передній міст вимкнений
- передній міст включений, міжосьовий диференціал заблокований
- передній міст включений, міжосьовий диференціал розблоковано

У 1965 році була введена нова роздавальна коробка спрощеної конструкції з постійно включеним переднім мостом і несиметричним міжосьовим диференціалом планетарного типу.
Рульовий механізм з гідропідсилювачем. Робочі гальма — барабанні гідравлічні з пневматичним підсилювачем.
Початкова модифікація, Урал-375, мала складний тентовий дах, і плоске лобове скло, що відкидається на капот. У 1964 році автомобіль отримав суцільнометалеву кабіну від Урал-377. Модернізована машина отримала індекс Урал-375Д. На частині машин в задній частині рами встановлювали лебідку з тяговим зусиллям 7000 кгс.

## Двигун
- ЗІЛ-375 7,0 л V8 180 к.с. при 3200 об/хв, 465 Нм при 1800 об/хв

## Модифікації
- Урал-375 — мав м'який складний дах кабіни.
- Урал-375Д — мав суцільнометалеву кабіну.
- Урал-375А — шасі з подовженою рамою для установки кузова-фургона К-375.
- Урал-375Е — шасі для установки різного устаткування.
- Урал-375С — сідловий тягач.
- Урал-375К — для експлуатації в умовах Крайньої Півночі.
- Урал-375Т — серійно не випускався, прототип для Уралу-375Н.[1]
- Урал-375Н — народногосподарський автомобіль. Зовнішні відмінності від Урал-375Д: відсутня труба повітрозабірника, кузов — дерев'яна платформа з трьома бортами, що відкриваються, колеса без централізованого регулювання тиску, розмір шин — 1100×400-533.